# Барингтон (Роуд Ајланд)
Барингтон (енгл. Barrington) град је у америчкој савезној држави Роуд Ајланд.

## Демографија
По попису из 2000. године број становника је 16.819.
| Група             | 2000.          | 2010.   |
| Белци             | 16.092 (95,7%) | ? (? %) |
| Афроамериканци    | 115 (0,7%)     | ? (? %) |
| Азијати           | 297 (1,8%)     | ? (? %) |
| Хиспаноамериканци | 177 (1,1%)     | ? (? %) |
| Укупно            | 16.819         | 16.310  |